# Матіас Сільва
Матіас Сільва (ісп. Matías Silva; нар. 31 березня 1984) — колишній перуанський тенісист.
Найвищу одиночну позицію світового рейтингу — 643 місце досяг 5 листопада 2007, парну — 529 місце — 28 липня 2008 року.

## Фінали ATP Челленджер і ITF Ф'ючерс

### Одиночний розряд: 2 (1–1)
| ATP Челленджер (0–0) |
| ITF Ф'ючерс (1–1)    |

| Результат | В-П | Дата     | Турнір         | Рівень  | Покриття | Суперник              | Рахунок            |
| --------- | --- | -------- | -------------- | ------- | -------- | --------------------- | ------------------ |
| Поразка   | 0–1 | Тра 2006 | Селая, Мексика | Ф'ючерс | Тверде   | Хуан Мануель Елісондо | 1–6, 2–6           |
| Перемога  | 1–1 | Сер 2007 | Ліма, Перу     | Ф'ючерс | Ґрунт    | Гідо Пелья            | 7–6(8–6), 1–6, 6–4 |

### Парний розряд: 7 (4–3)
| ATP Челленджер (0–0) |
| ITF Ф'ючерс (4–3)    |

| Результат | В-П | Дата     | Турнір             | Рівень  | Покриття | Партнер          | Суперники                                  | Рахунок          |
| --------- | --- | -------- | ------------------ | ------- | -------- | ---------------- | ------------------------------------------ | ---------------- |
| Перемога  | 1–0 | Вер 2006 | Гуаякіль, Еквадор  | Ф'ючерс | Ґрунт    | Іван Міранда     | Давід Гонсалес Роман Рекарте               | 6–2, 6–4         |
| Перемога  | 2–0 | Сер 2007 | Ліма, Перу         | Ф'ючерс | Ґрунт    | Маурісіо Ечасу   | Маурісіо Дорія-Медіна Маурісіо Естіваріс   | 6–4, 6–3         |
| Поразка   | 2–1 | Сер 2007 | Арекіпа, Перу      | Ф'ючерс | Ґрунт    | Франсіско Франко | Факундо Баньїс Серхіо Гальдос              | 4–6, 6–7(7–9)    |
| Перемога  | 3–1 | Сер 2007 | Гуаякіль, Еквадор  | Ф'ючерс | Тверде   | Маурісіо Ечасу   | Рубін Стейтам Адам Томпсон                 | 2–6, 6–4, 6–2    |
| Поразка   | 3–2 | Вер 2007 | Гуаякіль, Еквадор  | Ф'ючерс | Тверде   | Рафаель Аревало  | Борха Мало-Касадо Ганс Подліпнік Кастільйо | 2–6, 6–3, 3–6    |
| Поразка   | 3–3 | Жов 2007 | Лос-Мочіс, Мексика | Ф'ючерс | Ґрунт    | Маурісіо Ечасу   | Ігнасіо Коль Рюдаветс Пабло Мартін-Адалія  | 0–6, 4–6         |
| Перемога  | 4–3 | Лип 2008 | Трухільйо, Перу    | Ф'ючерс | Ґрунт    | Маурісіо Ечасу   | Серхіо Гальдос Гідо Пелья                  | 2–6, 6–1, [10–7] |